# Jonas Hemlein
Jonas Hemlein (* 16. Januar 1989 in Bühl) ist ein deutscher Volleyballspieler.
Jonas Hemlein bestritt in den Jahren 2007/08 38 Jugend-/Juniorenländerspiele. 2007 nahm er bei der Jugendweltmeisterschaft teil und wurde mit der deutschen Jugendnationalmannschaft Zehnter. Seinen größten Erfolg feierte der Zuspieler 2008, als er mit der deutschen Juniorennationalmannschaft Vizeeuropameister wurde. Noch im selben Jahr hatte er sein Bundesligadebüt für den VC Olympia Berlin. Anschließend war Hemlein als Zuspieler für den TV Bühl aktiv, von 2009 bis 2011 in der ersten Volleyballbundesliga und anschließend bis 2014 für die zweite Mannschaft der dritten Liga. Während seiner ersten Saison war er zudem Mannschaftskapitän der Bundesligamannschaft. Neben dem Sport studierte Jonas Hemlein am Karlsruher Institut für Technologie.